# سعة حقلية

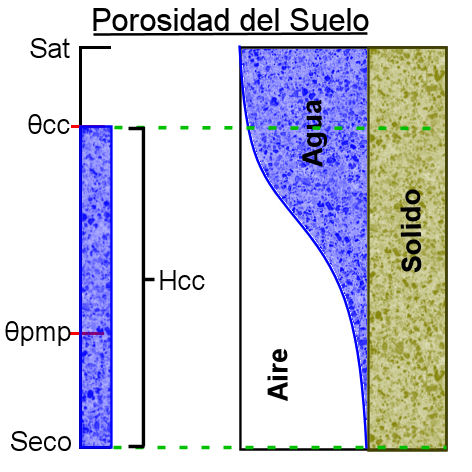

السعة الحقلية (بالإنجليزية: Field capacity)‏ وهي الرطوبة المحتفظ بها في التربة عند قوة شد قدرها 1/3 ضغط جوي، أي أنها تمثل المحتوى الرطوبي الذي تحتفظ به التربة بعد صرف (رشح) الماء الزائد بفعل الجاذبية الأرضية وتباطؤ معدل الرشح إلى حد كبير.
يقدر الزمن اللازم لذلك بحدود 24 إلى 72 ساعة بعد ري ٍ كافٍ أو هطلٍ غزير. وتعد السعة الحقلية من أهم الثوابت المائية لدخولها في حساب الحد الأقصى لكمية المياه الواجب إضافتها للتربة في الرية الواحدة لمحصول معين (حساب المقننات المائية). وتقدر القوة التي تحتفظ التربة بمائها عند السعة الحقلية بين 0.1 و1.0 ضغط جوي حسب نوع التربة.